# Teorema de Taniyama-Shimura
El teorema de Taniyama–Shimura estableix una connexió important entre les corbes el·líptiques, que són objectes de la geometria algebraica, i les formes modulars, que són determinades funcions holomorfes habituals en teoria de nombres. El teorema fou demostrat (i per tant abandonà la seva categoria de conjectura) entre 1995 i 1999 per Andrew Wiles, Christophe Breuil, Brian Conrad, Fred Diamond i Richard Taylor.
Si p és un nombre primer i E una corba el·líptica sobre Q (els nombres racionals), podem reduir l'equació que defineix E mòdul p; per a tots excepte un conjunt finit de valors de p obtindrem una corba el·líptica sobre el cos finit Fp, amb np elements. Llavors considerem la successió
ap = p+1−np,
que és un invariant important de la corba el·líptica E. Per altra banda, tota forma modular també genera una successió de nombres a través d'una transformada de Fourier. Una corba el·líptica la successió de la qual coincideix amb la generada per una forma modular s'anomena modular. El teorema Taniyama–Shimura afirma que:
Totes les corbes el·líptiques sobre Q són modulars.
El teorema fou conjecturat per Yutaka Taniyama el 1955. Amb Goro Shimura incrementà el seu rigor. Posteriorment atragué l'atenció d'André Weil, però no fou fins als anys 1980 quan es manifestà la seva veritable importància, ja que es demostrà que la seva afirmació implicava la de l'últim teorema de Fermat. Aquest resultat fou obra de Gerhard Frey, que mostrà que qualsevol contraexemple del teorema de Fermat donaria lloc a una corba el·líptica no modular. El 1995, Andrew Wiles i Richard Taylor provaren un cas especial de la conjectura, suficient per demostrar l'últim teorema de Fermat. La conjectura fou finalment demostrada completament el 1999 per Breuil, Conrad, Diamond i Taylor.